# Preble Island
Preble Island – wyspa na Wielkim Jeziorze Niewolniczym w Kanadzie. Ma około 20 mil (32 km) długości. Leży w południowej części jeziora, na północny wschód od ujścia rzeki Taltson River. Jest oddzielona od stałego lądu przez cieśninę Hornby Channel. Zajmuje powierzchnię 176 km2 i jest trzecią największą wyspą na Wielkim Jeziorze Niewolniczym (po największej wyspie archipelagu Simpson Islands i Blanchet Island) oraz 20. pod względem powierzchni wyspą na świecie położoną na jeziorze. Została nazwana na cześć Edwarda Alexandra Preble'a, przyrodnika, który skatalogował florę i faunę występującą na wyspie.